# Pseudocoris

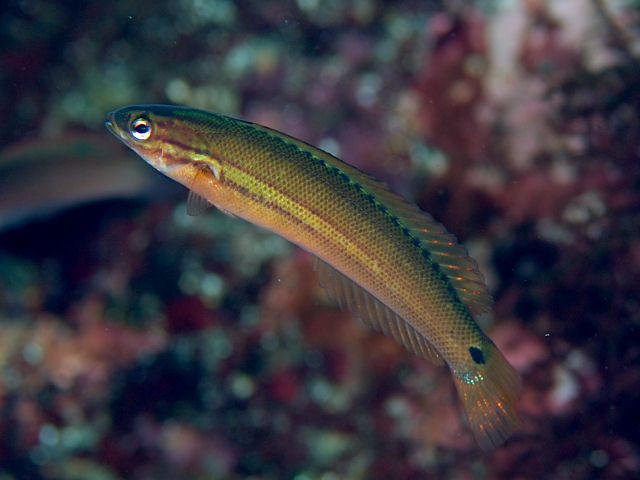
P. ocellata

Pseudocoris Bleeker, 1862 è un genere di pesci di acqua salata appartenenti alla famiglia Labridae.

## Distribuzione
Provengono dalle barriere coralline dell'oceano Pacifico e di parte dell'oceano Indiano.

## Descrizione
Presentano un corpo compresso lateralmente, abbastanza alto ma non sempre allungato; la livrea non è mai troppo sgargiante. Le dimensioni variano dai 11.1 cm di P. ocellata ai 20 di P. aurantiofasciata e di P. heteroptera.

## Tassonomia
In questo genere sono riconosciute 9 specie:
- Pseudocoris aequalis Randall & Walsh, 2008
- Pseudocoris aurantiofasciata Fourmanoir, 1971
- Pseudocoris bleekeri (Hubrecht, 1876)
- Pseudocoris hemichrysos Randall, Connell & Victor, 2015
- Pseudocoris heteroptera (Bleeker, 1857)
- Pseudocoris occidentalis Randall, Connell & Victor, 2015
- Pseudocoris ocellata Chen & Shao, 1995
- Pseudocoris petila Allen & Erdmann, 2012
- Pseudocoris yamashiroi (Schmidt, 1931)

## Conservazione
Nessuna delle specie è a rischio di estinzione, e tutte eccetto P. aequalis e P. ocellata, segnalate come "dati insufficienti" (DD), e P. petila, non valutata, sono classificate come "a rischio minimo" (LC) dalla lista rossa IUCN.